# 主权神学
主权神学（又称主权主义）由一系列基督教政治意识形态构成，旨在建立一个由基督徒统治、基于基督徒对圣经律法之理解的国家。对于不同的理解而言，其统治范围和获得政权的方式各不相同。例如，主权神学可以包括神权政体，但不一定倡导以摩西律法作为政府的基础。“主权神学”的标签主要适用于美国的某些基督徒团体。
主权神学意识形态的主要追随者包括加尔文主义-基督教重建主义、灵恩运动和五旬宗国度临在神学（Kingdom Now theology），以及新使徒改教运动（New Apostolic Reformation）。   当代大多数统治神学运动起源于1970年代主张基督教民族主义的宗教运动。罗马天主教整体主义有时也被归于主权神学一类，但天主教整体主义运动更古老，并且在神学上与新教主权神学明显不同，因为它与天主教会作为“唯一真正的教会”之教义联系在一起。
一些人已将主权主义者一词用于更广泛的基督教右翼运动之上，但这种用法颇有争议。基督教右翼的某些成员声称，他们担心主权运动标签会让他们在公共话语中被边缘化。